# Candido Dinamarco
Cândido Rangel Dinamarco (Guaratinguetá, 30 de maio de 1937) é um jurista  brasileiro formado pela Universidade de São Paulo.
Nascido na cidade de Guaratinguetá, tornou-se bacharel pela Faculdade de Direito da Universidade de São Paulo, turma de 1960, e iniciou sua carreira como promotor de Justiça em 1962. No Ministério Público chegou ao cargo de procurador de Justiça e, em 1980, foi nomeado juiz do 1º Tribunal de Alçada Civil, pelo critério do 5º Constitucional. Foi promovido a desembargador em 1983 e se aposentou em 1987.
É professor titular aposentado da Universidade de São Paulo, e atualmente advogado, sendo por tudo isso considerado um dos maiores processualistas brasileiros de todos os tempos. 

## Obras publicadas
Cândido Dinamarco possui inúmeras obras publicadas no brasil e também já traduzidas no exterior. Seus livros estão entre os mais citados nos Tribunais.
- Aspectos Polêmicos e Atuais dos Recursos
- Aspectos Polêmicos e Atuais dos Recursos Cíveis
- Capítulos de Sentença, 2.ª edição
- Capítulos de Setença, 3.ª edição
- Execução Civil, 8.ª edição
- Fundamentos do Processo Civil Moderno, 5.ª edição
- Instituições de Direito Processual Civil,vol 1, 5.ª edição
- Instituições de Direito Processual Civil, vol 2, 2.ª edição
- Instituições de Direito Processual Civil vol 3, 5.ª edição
- A Instrumentalidade do Processo, 13.ª edição
- Intervenção de Terceiros, 4.ª edição
- Litisconsórcio, 7.ª edição
- Nova Era do Processo Civil, 2.ª edição
- Processo de Execução
- A Reforma da Reforma, 6.ª edição
- A Reforma do Código de Processo Civil, 5.ª edição
- Temas Relevantes do Direito Civil Contemporâneo
- Teoria Geral do Processo, 24.ª edição 
- Teoria Geral do Processo, 27.ª edição 